# Konferencja w Casablance
Konferencja w Casablance – tajne rokowania trwające od 14 do 24 stycznia 1943 roku, mające na celu zaplanowanie alianckiej strategii dotyczącej II wojny światowej w Europie. Konferencja odbyła się w hotelu „Anfa” w Casablance. Obecni byli Franklin D. Roosevelt, Winston Churchill, a ze strony francuskiej Henri Giraud, później także Charles de Gaulle.
Józef Stalin również został zaproszony, ale odmówił przybycia, nie mogąc opuścić kraju w czasie, gdy trwała bitwa stalingradzka. De Gaulle też początkowo odmawiał przybycia, do czasu, gdy Churchill zagroził, że za przywódcę Wolnych Francuzów uzna Girauda. Pod wpływem konferencji Giraud został zresztą współprzewodniczącym Francuskiego Komitetu Wyzwolenia Narodowego, któremu wcześnie przewodniczył tylko de Gaulle. W czasie spotkania admirał Ernest King pomimo nieobecności Józefa Stalina stwierdził: Położenie geograficzne i zasoby ludzkie Rosji stanowią główny czynnik zapewniający klęskę  Niemiec.  
Ustalenia konferencji:
- uznano bezwarunkową kapitulację państw Osi za cel II wojny światowej[2]
- zgodzono się pomóc ZSRR, tworząc drugi front w Europie w 1944 roku;
- zgodzono się zająć Sycylię i Włochy kontynentalne;
- powołano wspólne dowództwo Wolnych Francuzów przez de Gaulle’a oraz gen. Girauda;
- zgodzono się na nasilenie bombardowań Niemiec[3].

Prezydent Roosevelt ogłosił wyniki konferencji Amerykanom w przemówieniu radiowym 12 lutego 1943 roku.
Po niej nastąpiły konferencje: 
w Québecu, moskiewska, kairska, II kairska, teherańska, jałtańska i poczdamska.